# Miss Atlántico Internacional
Miss Atlántico Internacional è un concorso di bellezza internazionale, istituito in Uruguay nel 1987, benché non è stato effettivamente internazionale sino al 1995. Tradizionalmente il concorso si tiene annualmente a Punta del Este in Uruguay.

## Albo d'oro
| Anno | Nome                | Nazione         |
| ---- | ------------------- | --------------- |
| 1995 | Claudia Schmidt     | Uruguay         |
| 1996 | Daniela Cecconelo   | Brasile         |
| 1997 | Sandra Borgeto      | Argentina       |
| 1998 | María Isabel Negri  | Uruguay         |
| 1999 | Tonka Tomicic       | Cile            |
| 2000 | Norkys Batista      | Venezuela       |
| 2001 | Nicoletta Ferrarini | Italia          |
| 2002 | Karen Klosz         | Uruguay         |
| 2003 | Cynthia Brodt       | Brasile         |
| 2004 | Catalina Valencia   | Colombia        |
| 2005 | Bertha Peric        | Panama          |
| 2006 | Manuela Esposito    | Italia          |
| 2007 | Soraya Bohl         | Argentina       |
| 2008 | Alexandra Díaz      | Rep. Dominicana |
| 2009 | Eliana Quintero     | Ecuador         |
| 2010 | Jéssica Guillén     | Venezuela       |
| 2011 | Michelle Gildenhuys | Sudafrica       |
| 2012 | Catherine de Zorzi  | Venezuela       |
| 2013 | Lorena Romaso       | Uruguay         |
| 2014 | Mireia Lalaguna     | Spagna          |
| 2015 | Reyna Prescott      | Panama          |
| 2016 | Elena Delicado      | Spagna          |
| 2017 | Yesenía Barrientos  | Bolivia         |